# Intelsat 27
Intelsat 27 (oder auch IS-27) war ein kommerzieller Kommunikationssatellit des Satellitenbetreibers Intelsat. Der Satellit ging auf Grund eines Fehlstarts verloren.

## Aufbau
Intelsat 27 wurde auf der Basis des Boeing-702-Satellitenbusses von Boeing gebaut. Er hatte eine geplante Lebensdauer von etwa 15 Jahren. Der Satellit beherbergt insgesamt 60 Transponder, 20 im C-Band, 20 im Ku-Band und 20 als UHF-Band. Er wird durch zwei Solarmodule, die jeweils mit drei Paneelen aus Galliumarsenid-Solarzellen versehen sind, die in Li-Ionen-Akkus ihre Energie speichern, mit Strom versorgt.

## Aufgabe
Intelsat 27 wurde 2009 als einer von vier Kommunikationssatelliten bei Boeing bestellt. Der damals noch unbenannte Satellit bekam seinen Namen Intelsat 27 erst, als die Intelsat im August 2010 bekannt gab, dass mit dem Bau des Intelsat 27-Satelliten begonnen wurde.
Intelsat 27 hatte ein hybrides C- und Ku-Band-System für Medien- und Netzwerkkunden und wurde mit einer UHF-Nutzlast von 20 Transpondern für Regierungszwecke erweitert. Der Satellit sollte als Ersatz für Intelsat 805 in der Atlantik-Region eingesetzt werden.
Die UHF-Nutzlast sollte die Möglichkeit bieten, die bestehenden UFO- und zukünftigen MUOS-Satelliten zu ergänzen. Die UHF-Nutzlast wird funktionell dem UFO-11-Satelliten der Marine entsprechen.

## Missionsverlauf
Intelsat unterzeichnete im August 2010 einen Vertrag mit Boeing für die Herstellung von Intelsat 27. Intelsat autorisierte Boeing, die UHF-Nutzlast im 2. Quartal 2010 für den Langstreckenbau fortzusetzen, um ein Startdatum im Jahr 2012 zu erreichen.
Im März 2010 legte die Marine dem Kongress einen UHF-Erweiterungsplan vor. Die italienische Regierung hatte sich im Oktober 2012 bereit erklärt, die Kontrolle über die militärische Nutzlast des UHF-Bandes zu übernehmen, nachdem Intelsat sich nicht um die Interessen des US-Verteidigungsministeriums zu kümmern.
Der Start erfolgte am 1. Februar 2013 mit einer Zenit-3-Trägerrakete von der Startplattform Odyssey der Firma Sea Launch. Der Satellit sollte auf 55,5° West mit Intelsat 805 und Galaxy 11 operieren. Dazu kam es jedoch nicht, denn nach 40 Sekunden im Flug wurde die Rakete zerstört und fiel 56 Sekunden nach dem Start in den Pazifik. Grund war ein Fehler in einer Hydraulikpumpe.
Zeitleiste der Geschehnisse:
| ca. T- 0,5 | Die Hydraulikpumpeneinheit versagt und deaktiviert den Kardanmechanismus am Motor         |
| T- 0       | Start                                                                                     |
| T+ 11,3    | Geplantes Nickmanöver (nicht durchgeführt)                                                |
| T+ 14      | Rollmanöver setzt ein                                                                     |
| T+ 16      | Die Rollbewegung überschreitet die zulässige 30°-Abweichung und löst Notfallverfahren aus |
| T+ 20      | Sicherheitsalgorithmus schaltet die Triebwerke aus                                        |
| T+ 40      | Sicherheitsbeamte leiten Selbstzerstörung der Rakete ein                                  |
| T+ 56      | Raketenteile fallen in den Pazifischen Ozean                                              |